# Guillaume-Charles Robert
Guillaume-Charles Robert (12 février 1749, Saissac - 10 mars 1811, Castelnaudary), est un homme politique français.

## Biographie
Négociant à Carcassonne, il devint membre, puis vice-président du district de Carcassonne, quitta ces fonctions en 1792 et fut inquiété sous la Terreur.
Le 24 vendémiaire an IV, il est élu député du Tarn au Conseil des Cinq-Cents. Il combattit la perception en nature de la contribution foncière, demanda le retrait des assignats de la circulation, et prit plusieurs fois la parole sur des questions de finances. Il fit partie de la commission chargée d'examiner les opérations des assemblées primaires, et de diverses autres commissions moins importantes. 
Rallié au 18 brumaire, il est nommé sous-préfet de Castelnaudary le 27 germinal an VIII.

## Sources
- Ressource relative à la vie publique :   - Base Sycomore
- « Guillaume-Charles Robert », dans Adolphe Robert et Gaston Cougny, Dictionnaire des parlementaires français, Edgar Bourloton, 1889-1891 [détail de l’édition]